# Anandapur
Anandapur é uma vila  no distrito de Kendujhar, no estado indiano de Orissa.

## Demografia
Segundo o censo de 2001, Anandapur tinha uma população de 35,043 habitantes. Os indivíduos do sexo masculino constituem 51% da população e os do sexo feminino 49%. Anandapur tem uma taxa de literacia de 72%, superior à média nacional de 59.5%; com 57% para o sexo masculino e 43% para o sexo feminino. 12% da população está abaixo dos 6 anos de idade.